# Краљица Мисурија
Краљица Мисурија је 23. епизода стрип серијала Кен Паркер која никада није објављена у Лунов магнус стрипу у време бивше Југославије. Објављена је тек 2023. године у бр. 1026. Имала је 96 страна. Епизоду је нацртао Ђовани Ћанти, а сценарио написао Ђанкарло Берарди. Коштала је 330 динара (2,8 €, 3 $).

## Оригинална епизода
Оригинална епизода објављена је у септембру 1979. год. под насловом La regina del Mиssouri. Издавач је била италијанска кућа Cepim (касније промењено име у Sergio Bonelli Editore). Коштала је 500 лира.

## Кратак садржај
На путу за утврђење Форт Бентон, Кен Паркер стиже у Кикапу (Kickapoo), мали погранични град уз реку Мисури. У војној канцеларији га упућују на пароброд Краљица Мисурија, који креће сутра ујутру. За то време Кен одлучује да преспава у хотелу Три звезде.

## Прескочена епизода у бившој Југославији
Ова је једина епизода у првом серијалу која никада није обављена у ЛМС у периоду 1978-1989. Да је објављена по ЛМС-редоследу, требало је да се појави у првој половини 1982. између ЛМС-506 и ЛМС-510. За сада није познато због чега је ова епизода прескочена. Објављена је тек у обновљеној ЛМС едицији 19.12.2023, као бр. 1026.

## Ћовани Ћанто
Ову епизоду заједно са још две (ЛМС-571) нацртао је Ђовани Ћанто, који је иначе био професионални боди билдер. Ћанто је доживео тешке критике на рачуна свог цртежа и рокова које није поштовао. Епизоду Стаза дивова није успео да заврши до краја, тако да је последњих 30-ак страна морао да заврши Иво Милацо. Ћанто се данас бави боди билдингом и води фитнес центар у Италији.

## Познате личности
Чланови банде који нападају брод су нацртани по узору на глумце америчких вестерн филмова: Ли ван Клиф, Ђулијано Гема, Хенри Фонда, Џон Вејн, Ворд Бонд, Гери Купер, Кирк Даглас, Берт Ланкестер.

## Претходна и народна свеска ЛМС
Претходна свеска ЛМС носила је назив Магле над равницом (Приче, 28.11.2023), а наредна Легија нерањивих (Кит Телер).